# Oligonukleotide
Oligonukleotide (von griechisch oligo ‚wenige‘) sind aus wenigen Nukleotiden (DNA oder RNA) aufgebaute Oligomere (mit Suffix -mer von gr. meros ‚Teil‘, ‚Gebiet‘). Man spricht daher beispielsweise bei 25 Nukleotidsequenzen (nt) von einem 25-mer.
Ein weiteres Beispiel: Die Haarnadelstruktur des Genoms der Viren des Phylums Cressdnaviricota (englisch stem loop) enthält ein hochkonserviertes Nonanukleotid (9 nt).
Für viele der Anwendungen besteht die Nukleotidsequenz zwischen 15 und 30 Nukleotideinheiten (entsprechend einem 15-mer bis 30-mer).
Eingesetzt werden Oligonukleotide als
- Primer für die Polymerase-Kettenreaktion (PCR)
- Sonden bei der Real Time Quantitative PCR
- Primer für die DNA-Sequenzierung
- Primer für die cDNA-Synthese
- Primer für das Random Priming
- Bausteine für das Vectordesign
- Bausteine für die künstliche Gensynthese
- Antisense-Oligonukleotide
- Oligonukleotid DNA-Fingerprinting
- Oligonukleotidsonde
- Oligonukleotid-Chip
- Mutagenese-Kassette oder Primer in der Oligonukleotidvermittelten Mutagenese (englisch oligonucleotide mediated mutagenesis)[1]
- Electrophoretic Mobility Shift Assay (EMSA)

Aptamere (von lateinisch aptus ‚passen‘) sind Oligonukleotide, die ein spezifisches Molekül über ihre 3D-Struktur binden können. Verschiedene Oligonukleotide werden als Arzneistoffe verwendet.

## Synthese
Die Oligonukleotide werden nach der Phosphoramidit-Methode an fester Phase (Festphasensynthese) synthetisiert. Bei der Synthese besteht die Möglichkeit Modifizierungen wie Fluoreszenzmarkierungen einzubauen.